# Edmund Hess
Adolf Edmund Hess sau Adolf Edmund Heß (n. 17 februarie 1843, Marburg, Hessa, Germania – d. 24 decembrie 1903, Marburg, Imperiul German) a fost un matematician german care s-a ocupat de politopuri.

## Viața
Fiu al farmacistului Christian Hess, Hess a absolvit liceul în Marburg în 1860. Ca student la Universitatea din Marburg, a activat în asociația Corpul Teutonia din Marburg⁠(d). Ca inactiv (adică neavând vreo funcție oficială), s-a mutat la Universitatea din Heidelberg. În 1864 și-a susținut doctoratul, cu teza „Ueber den Ausfluss der Luft aus engen Oefnungen” (în română Despre curgerea aerului prin deschideri mici). Ca asistent la institutul de fizică a obținut abilitarea în matematică și fizică doi ani mai târziu. În 1877 a fost numit profesor universitar extraordinar (profesor angajat cu contract) de matematică, iar în 1892 profesor ordinar (profesor definitiv, șef de catedră).
A publicat o serie de lucrări despre politopurile regulate și a descoperit poliedre stelate noi. A enumerat cele 10 politopuri stelate regulate, numite actual politopuri Schläfli–Hess. Poliedrele noi au fost compusul de zece tetraedre, compusul de cinci tetraedre, compusul de cinci cuburi și compusul de cinci octaedre. În 1897 a revizuit lucrarea Krystallometrie de Johann Friedrich Christian Hessel pentru a fi publicată în Ostwalds Klassiker der exakten Wissenschaften⁠(d) (în română Seria Ostwald a clasicilor științelor exacte).
S-a căsătorit în 1875 cu Luise, n. Wagner, din Marburg. Cu ea a avut doi copii.

## Onoruri
- Membru de onoare al Corpului Teutonia din Marburg (20 iunie 1873).[4]
- Membru al Academiei Leopoldine (1888).

## Lucrări publicate
- Über die regulären Polytope höherer Art. Sitzungsberichte der Gesellschaft zur Beförderung der gesamten Naturwissenschaften zu Marburg, 1885, pp. 31–57
- Über die Zahl und Lage der Bilder eines Punktes bei drei eine Ecke bildenden Planspiegeln, Sitzungsberichte der Gesellschaft zur Beförderung der gesamten Naturwissenschaften zu Marburg 1888.
- Über die Archimedischen Polyeder höherer Art. Kassel 1878.
- Einleitung in die Lehre von der Kugelteilung: mit besonderer Berücksichtigung ihrer Anwendung auf die Theorie der Gleichflächigen und der gleicheckigen Polyeder. Teubner, Leipzig 1883.
- Über die zugleich gleicheckigen und gleichflächigen Polyeder. Sitzungsberichte der Gesellschaft zur Beförderung der gesamten Naturwissenschaften zu Marburg 1876.